# Muhammad Farid

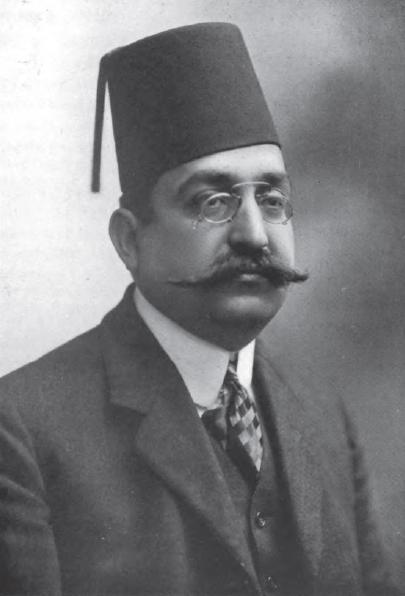

Muhammad Farid (ur. 20 stycznia 1868 w Kairze, zm. 15 listopada 1919 w Berlinie) – egipski prawnik i działacz narodowy.

## Życiorys

### Pochodzenie i wykształcenie
Jego ojciec pochodził z arystokratycznej rodziny o mieszanych turecko-czerkieskich korzeniach, żyjącej na terenie Egiptu od XVI w. i tradycyjnie pełniącej wysokie stanowiska w miejscowej administracji osmańskiej. Był mudirem prowincji Szarkijja, gdzie zasłynął z despotyzmu, wielokrotnie wyrażał poglądy antyarabskie, przychylnie natomiast odnosił się do Wielkiej Brytanii. Matka przyszłego działacza wywodziła się z rodu szarifów.
Wykształcenie odebrał początkowo w domu, od zatrudnionego przez jego ojca szajcha, następnie pobierał naukę w szkołach państwowych, gdzie zetknął się z egipskim patriotyzmem i nastrojami antybrytyjskimi. Ukończył studia prawnicze, po czym zgodnie z wolą ojca został urzędnikiem. W latach 1887–1888 zajmował się również działalnością publicystyczną na łamach pisma al-Adab, które sygnował jedynie inicjałami, obawiając się gniewu ojca.

### Działalność w ruchu narodowym
W 1893 poznał w salonie Latifa Salima Mustafę Kamila, z którym dwa lata później podjął bliską współpracę. Obaj działacze narodowi byli również bliskimi przyjaciółmi.
W 1897 podjął praktykę adwokacką, którą prowadził przez siedem lat i ponownie na krótko w 1911, po czym zarzucił pracę zawodową. Był pierwszym egipskim adwokatem o arystokratycznym pochodzeniu.
Wspólnie z Mustafą Kamilem redagował od 1904 pismo al-Liwa. Był zastępcą kierowanej przez niego Partii Nacjonalistycznej, początkowo konspiracyjnej grupy narodowej, a następnie legalnie funkcjonującego ugrupowania. W 1908 został oficjalnie jej wiceprzewodniczącym, początkowo na trzyletnią kadencję. W tym samym roku Kamil zmarł; Farid kontynuował działalność w Partii Nacjonalistycznej i w 1911 został jej wiceprzewodniczącym dożywotnio. Przekazywał dary pieniężne na działalność organizacji i na jej prasę. Podzielał poglądy Kamila w zakresie konieczności budowania zgody narodowej i opierania na niej walki o niepodległość Egiptu. Poglądy te rozwijał: szerzej niż Kamil zajmował się kwestią szkolnictwa i wykształcenia się nowej egipskiej inteligencji. Był entuzjastą idei panislamskich i związków z Turcją, poparcia dla egipskich dążeń niepodległościowych poszukiwał także w Międzynarodówce Socjalistycznej.
W 1911, na fali represji brytyjskich wobec egipskich działaczy narodowych po zabójstwie Butrosa Ghalego, został aresztowany i skazany na pół roku więzienia. Podstawą skazania było napisanie przez niego przedmowy do patriotycznego zbioru poezji, która sama miała wyraźny wydźwięk narodowy. Po opuszczeniu więzienia, w obawie przed powtórnym zatrzymaniem, emigrował. Zmarł w 1919 w Berlinie.

## Prace
Jest autorem prac historycznych poświęconych starożytnemu Rzymowi oraz osmańskiej Turcji. Wydał również swoje relacje z podróży po Europie i Afryce Północnej i pamiętniki poświęcone sytuacji politycznej w Egipcie w latach 1891-1898.